# Tudományos szkepticizmus
A tudományos szkepticizmus tizennyolcadik századi gyökerekkel bíró, de a huszadik században megszerveződött mozgalom, világnézet és filozófia, melynek követői más eszmék kritikai megközelítését hirdetik a természettudomány elveire támaszkodva. A „tudományos” szkeptikusok úgy vélik, a világot csak empirikus módon megszerzett, megbízható és meggyőző bizonyítékok alapján lehet megismerni. A tudományos módszer is erre épít, ezért hívják a mozgalmat tudományos szkepticizmusnak.
A tudományos szkeptikus irodalom olyan területek állításait vizsgálja, mint például az alternatív gyógymódok, parapszichológiai képességek és jelenségek, kriptozoológia, összeesküvés-elméletek és egyéb olyan területek, ahol rendkívüli állításokkal szembesül az ember.

## A szkeptikus gondolkodásmód
A szkeptikus kifejezést ma olyan személyre is használják (főleg önmeghatározás jelleggel), aki egy adott szituációban bírálóként lép fel, gyakran a kritikai gondolkodás és a tudományos módszer elveit alkalmazva, hogy egy állítás vagy módszer helyességét megállapítsa. A szkeptikusok fontosnak tartják a tapasztalati bizonyítékokat, a szigorú logikai érvelést és racionális vitát, mert ezek kínálják a legbiztosabb módszert egy állítás érvényességének vagy megalapozatlanságának megállapítására.
Érvelési hibák például az ellenfél mondandójának leegyszerűsítése vagy kiferdítése (szalmabábérvelés), a kérdéskörök feketén-fehéren látása (áldilemma) vagy egy döntés következményeinek eltúlzása (csúszós lejtő).
Bár a szkepticizmus a tudományos módszer és a kritikai gondolkodás köré épül, de ez nem jelenti azt, hogy egy szkeptikus szükségszerűen szüntelenül alkalmazza is ezeket. Minden állítás bizonyításának kritériuma eltér; minél rendkívülibb az állítás, egy szkeptikus annál rendkívülibb bizonyítékot fog kérni. A hétköznapi állítások (pl. családi történetek) nem igényelnek bizonyítást, egy megbízhatónak tartott napilapban megjelent piacgazdasági mutatók is nagy valószínűséggel igazak, egy bulvársajtóban megjelent egészségügyi témájú cikknél viszont egy szkeptikus elvárja, hogy megbízható forrás alapján írják meg. Egy harmadik típusú találkozás meg már komolyan alátámasztandó. A következő kérdésfeltevésekkel tudjuk az állításokat a kritikai gondolkodásmód górcsöve alá helyezni: 
- Példáz-e a magyarázat igazolást a teóriára/állításra?
- Az adott jelenség csak abban az esetben nyilvánul igaznak, amit éppen vizsgálunk?
- A feltételezett törvényszerűségek eleve tartalmazzák egy szituáció kiindulási feltételeit?
- A feltételezett állításaink okozzák a vizsgált jelenséget, vagy közbülső változók is hatást gyakorolnak?

Nem véletlen, hogy az újságírás szakterületén belül egyre elterjedtebb a kritikus gondolkodásmód. A kézenfekvő felületes magyarázatoknál sokkal hitelesebb cikkek születnek analitikus indoklási eszközök használatával. A tudományos megközelítésmód empirikusan alátámasztott kutatásokkal igazolja az állításokat. Így a különböző médiaforrásokból is azokat tekinthetjük szkeptikus szemlélettel hitelesebbnek, melyek kutatásspecifikus szakszavakat, jelöléseket (p<0,05) és eljárásokat (regressziószámítás) használnak érvelésük során. A fentiek tekintetében alkotta meg Stephen Van Evera Guide to Methods for Students of Political Science című könyvét. Műve az alábbi kulcsfogalmakat jelöli meg többek között : 
1. Teória: Állítások halmaza, melyek magukba foglalják egy jelenség okait és következményeit, megjelölve egy vagy több hipotézist, melyek függő és független változók közt írnak le egy jellegzetes kapcsolatot.
2. Törvényszerűségek: Általánosságban megfigyelt kapcsolat két jelenség közt, mely lehet determinisztikus vagy valószínűsíthető.
3. Hipotézis: Sejtett kapcsolat két jelenség közt, megnevezve függő és független változókat. Elsődleges hipotézisnek nevezzük azt az átfogó feltételezést, mely keretbe foglalja a függő és független változók közti viszony jellegét, irányát. Indokló hipotézisnek nevezzük azt a közbülső feltételezést, mely tartalmazza a teória magyarázatát. Teszthipotézisnek nevezzük azt a feltételezést, melyet a tudományos kutatás ellenőrizni kíván.
4. Magyarázat: Az általános törvényszerűségek és hipotézisek , melyek az okot hozzákötik a jelenséghez, rámutatva az okozat létére.
5. Kiindulási feltételek és körülményváltozók.
6. Függő és független változók
7. Közbülső változók

A tudományos szkepticizmus egyik fő eszköze a teóriák szakszerű ellenőrzése, melyet alapvetően megfigyeléssel, illetve kísérletezéssel lehet véghez vinni. Mindkét metodológiát nagy elemszámú populáción elvégezve illetve esettanulmány alapján is lehet alkalmazni. Kísérleti tesztelés esetén a vizsgálatvezető mindig egy következtetést von le a teóriából. A vizsgálati elrendezés során a tesztcsoport kerül összevetésre egy kontrollcsoporttal, mely nem részesül a függő változót előidézni feltételező feltételekben. A kérdés mindig az, hogy az eredmény kongruens-e a kiindulási hipotézissel. Amennyiben igen, az erősíti kezdeti feltételezésünket egy teóriáról. Tudományos megfigyelés esetén a fő különbség az, hogy a vizsgálatvezető nem alkalmaz semmilyen külső hatást egy adott célcsoporton, hanem természetes módon hagyja a következményeket kibontakozni. Ha a beavatkozás nélküli következmények kongruensek a kezdeti feltételezésekkel, akkor a teória megerősítést nyer.
A statisztika tudományával sok kísérleti elrendezés állítható különböző állítások tesztelésére. Viszont amennyiben el is tudjuk utasítani nullhipotézisünket, a konfidenciaintervallum sosem adhat 100%-os bizonyosságot egy állítás igazságértékéről. Stephen Van Evera könyve felsorol négy különböző erősségű tesztet, mellyel a különböző állításokat ellenőrizni lehet: 
1. Hoop tests: Olyan tesztek, mely során ha az állítás elbukik, az ténylegesen elutasíthatóvá válik. Viszont ha igazolást nyer, csak kis bizonyossággal vélhető igaznak. Pl: Egy gyilkosság estéjén ha a polgármester nem volt a városban (feltételezzük, hogy nem bízott meg senkit maga helyett), nem ő volt a gyilkos. Azonban az, hogy a polgármester a városban tartózkodott aznap, nem ad bizonyosságot arra, hogy ő a gyilkos.
2. Smoking gun tests: Olyan tesztek, mely során ha az okok jelenléte egybe esnek a következménnyel, azok erős bizonyosságot adnak, de az okok hiánya nem ad erős támpontot az állítás ugyanolyan elfogadására. Pl: A polgármesternek utálta a feleségét, ezért valószínű, hogy ő ölte meg. Viszont attól még, hogy a többi városlakó nem utálta az asszonyt, nem kizárható, hogy közülük való a gyilkos.
3. Doubly-decisive tests: Olyan tesztek, mely során egyértelműen eldönthető az állítások igazságértéke. Pl: Ha egy kamera rögzítette, hogy a polgármester megöli a feleségét, akkor egyértelműen ő a gyilkos.
4. Straw-in-the-wind tests: Olyan tesztek, melyek állítása akár igazolt, akár elvetendő, nem tud egyértelmű következtetést adni. Csupán valószínűségeket tudunk levonni belőlük. Pl: Ha a feleség minden reggel kedvesen köszön férjének, a férje nem fogja a későbbiekben megölni.

Tudományosan elfogadható szakszerű magyarázatnak azt tekintjük, mely megjelöli, hogy mely specifikus ok, milyen specifikus jelenséget okoz és azonosít egy általános jelenséget, ahol ez a specifikus ok-okozati kapcsolat megjelenik. A magyarázat származhat egy általánosan elfogadott teóriából, de attól mentes is lehet.
Szkeptikusok által bírált területek/vélekedések például:
- áltudományok, mint például a kriptozoológia, asztrológia, parapszichológia, ufológia
- kétes vagy egyenesen tudományellenes bizonyítékokon alapuló alternatív gyógymódok, étrendek
- tudományos bizonyítékok alapján cáfolható tévhitek, mint például a védőoltásokkal kapcsolatos alaptalan félelmek eloszlatása vagy rossz tudományos érveken alapuló összeesküvés-elméletek (pl. chemtrail)

A köznyelvben használt általános szkeptikus (szin. „kételkedő”) jelentést és a tudományos értelemben vett szkepticizmus is jelentősen eltér egymástól. Például ha valaki magát „EU-szkeptikus”-nak mondja, akkor nem tudományos, hanem politikai beszélgetés alakul ki, ami nem vizsgálható a tudományos módszerrel. Az ember okozta globális felmelegedéssel szembe viszont ha az ember úgy jellemzi magát, hogy „szkeptikus”, akkor a tudományos szkepticizmust képviselő személlyel fog vitatkozni, mivel a klímaszkeptikus olyan állításokat fog tenni, amelyeket tudományos módszerrel felépített tudás alapján lehet megvizsgálni.

## A tudományos és filozófiai szkepticizmus viszonya
Amikor a fenti irányzat képviselőit szkeptikusként jellemezzük, ez csak egy kifejezésrövidítést jelent a „tudományos szkepticizmus” kifejezés helyett, és nem a filozófiai szkepticizmussal való tartalmi rokonságra utal, amellyel csak nagyon laza kapcsolatban áll (amennyiben nem fogad el tudományon kívüli dogmákat, tehát a tudományt kivéve minden másban kételkedik). Valójában kizárják egymást (amennyiben a „tudományos” szkepticizmus elfogadja azokat a filozófiai dogmákat, melyek minden természettudomány alapját képezik, míg a klasszikus szkepticizmus, radikalizmusságától is függő mértékben, de elutasít(hat)ja ezeket is). A tudományos szkepticizmus hívei ennélfogva általában nem hívei a klasszikus filozófiai szkepticizmusnak.
A „tudományos szkepticizmus” valójában általában egyszerűen szcientizmust takar, csak éppen az előbbi kifejezés a tevékenység negatív, a tudományon kívülinek minősülő jelenségek (pl. ezoterikus tanok, áltudományos nézetek vagy kísérletek stb.) elleni, cáfoló jellegű fellépést hangsúlyozza ki. A legközelebbi filozófiai irányzat, amely rokonítható vele, a pozitivizmus.

## Fontosabb képviselői Magyarországon
A magyar szkeptikus mozgalom 1992-ben kezdődött, a Tényeket Tisztelők Társasága megalakulásával, mely egy hivatalosan nem bejegyzett szervezet volt, de több akadémikus, tudományos újságíró és ismert személyiség részt vett a megalakulásában. Első elnöke a világhírű neuroanatómus, Szentágothai János professzor volt, tagjai pedig többek között Beck Mihály, Almár Iván, Vágó István, valamint Hraskó Gábor, a Szkeptikus Társaság korábbi elnöke. Utóbbi szervezet a mai napig is aktív, jelenlegi elnöke, Pintér András Gábor itteni munkássága mellett több nemzetközi szkeptikus kezdeményezésben is részt vesz (többek között az Európai Szkeptikus Podcast alapítója és házigazdája).
A mozgalom szellemiségét támogató személyek és szervezetek között megtalálható Vizi E. Szilveszter, Lovász László, a Magyar Csillagászati Egyesület és a Szellemi Tulajdon Nemzeti Hivatala is.
Bár a világ nagy részén, különösen az angolszász kultúrkörben, a hasonló mozgalmak már régóta elsősorban a szkeptikusság fogalmának tisztázására és következetes alkalmazására, valamint ennek a világnézetnek a következő generációk számára történő átadására fektetnek nagyobb hangsúlyt, Magyarországon ez a szemlélet csak a 2000-es évek második felétől kezdett elterjedni, elsősorban a Szkeptikus Társaság megalakulásának és tevékenységének köszönhetően.
Ezzel párhuzamosan továbbra is megtalálható az a szemlélet, amelynek egyik legismertebb magyar képviselője Härtlein Károly, és amely a tudományos ismeretterjesztést és az áltudomány üldözését helyezi előtérbe. Ennek elsősorban olyan rendezvényeken adott hangot, mint az egykori Budapesti Szkeptikus Konferencia és továbbra is minden évben megrendezésre kerülő Szkeptikusok Országos Konferenciája Székesfehérváron.

## Szkeptikusok a nagyvilágban
Egyes szkeptikusok módszeresen üldözik a csalókat és az áltudományos állítások terjesztőit. Ilyenek (voltak) James Randi, Harry Houdini, Basava Premanand vagy Penn és Teller. Sokuk eljárása indulatokat vált ki, mert véleményük mellett nemcsak erőteljesen kiállnak, de sokszor azt egyedül helyesnek is tartják, és nyíltan beszélnek olyan dolgokról amelyek másokat sértenek, mint a vallások vagy az okkult tudományok képviselőit.
Ezzel szemben számos nemzetközi hírnévnek örvendő szkeptikus személy és szervezet kimondottan a kritikai gondolkodás fejlesztését, az áltudományos nézetek korrekt, higgadt tárgyalását és a tudomány eredményeinek bemutatását tekinti elsődleges feladatának, amelynek keretében időnként leleplezésekre és egyes nézetekkel szembeni határozottabb fellépésre is sor kerül. Ilyen szervezetek többek között az olasz CICAP, a német GWUP és a svéd VoF, amelyek számos egyéb, Európa különböző országaiban működő szervezettel együtt egy határokon átívelő ernyőszervezetben is tömörülnek (Szkeptikus Szervezetek Európai Tanácsa – ECSO), amelynek a Szkeptikus Társaság is tagja (utóbbi elnöke, Pintér András egyúttal az ECSO elnökségi tagja is).
Az Európai Szkeptikus Podcast egy hetente megjelenő online hírműsor, amely Európa különböző országaiból összegyűjtött híreket elemez angol nyelven és számos aktivistával, kutatóval, szkeptikus szervezetek vezetőivel készült interjúkat is közzétesz.

## Viták, kritikák
Clare Voyant (ami vélhetően egy álnév, mivel nagyon hasonlít az angol clairvoyant, „megvilágosult” szóra) Ahol a tudomány megáll c. könyvében kritikát fogalmaz meg a tudományos világnézettel szemben. A szkeptikusokat szűklátókörűséggel vádolja, azt állítja, hogy az a tudományos világnézet nem gátat szab a spirituális megvilágosodásnak. Ha nyitottabbak lennének, el tudnák fogadni „az elme erejével való teremtést, láthatatlan entitásokkal való kommunikációt, testen kívüli utazást, földön kívüli és más dimenzióbeli láthatatlan entitások által indukált jelenségeket [stb]”. Ehelyett hárítanak, tagadnak.
Carl Sagan, szkeptikus és csillagász szerint „az embernek nyitottnak kell maradnia, de nem annyira nyitottnak, hogy kiessen az agya”. Másrészt azok, akik nem fogadják el valaminek a lehetőségét pusztán mert nem bizonyították még őket tudományos módszerrel, lépten-nyomon jelen vannak a tudományos kutatásban.